# ورزشگاه امام رضا
ورزشگاه امام رضا مشهد یک ورزشگاه فوتبال در شهر مشهد است. این ورزشگاه با گنجایش ۲۵،۰۰۰ تماشاگر نخستین ورزشگاه دورسقف‌شدهٔ غیر گنبدی در ایران است.
تیم فوتبال پدیده بازی‌های خود را در این ورزشگاه برگزار می‌کرد. این ورزشگاه همچنین ورزشگاه خانگی تیم ملی فوتبال مردان ایران در برابر لبنان در دور سوم مرحله مقدماتی جام جهانی ۲۰۲۲ بوده‌است‌.
دارندهٔ قانونی ورزشگاه، آستان قدس رضوی است. ترابری همگانی ورزشگاه، شامل ایستگاه قطار شهری خیام می‌گردد.
ورزشگاه دارای مشکل‌های سازه‌ای جزئی بوده‌است که پس از ساخت، به اندازه‌ای که استانداردها الزام کرده‌اند، بر طرف گردیده‌اند. عدم اجازه برگزاری بازی‌های فوتبال در این ورزشگاه در سال‌های پس از ساخت، باعث افزایش نقدهای رسانه‌ای شد. برخی مشکل‌های سازهٔ مهندسی و برخی مشکل ورود زنان به ورزشگاه در ایران را چرایی آن دانستند. برخی نیز از مخالفت‌های مقام‌های استانی خبر دادند که رد شد. حادثه ورزشگاه امام رضا از مهم‌ترین رخدادهای مربوط به زنان در ورزشگاه بوده‌است.

## پیشینه
ساخت این ورزشگاه در سال ۱۳۸۴ آغاز و در سال ۱۳۹۵ گشایش یافت. ورزشگاه در بلوار خیام مشهد، میان تقاطع بلوار توس و بلوار فردوسی جای گرفته‌است و در مالکیت آستان قدس رضوی است. برای ساخت و راه‌اندازی آن بودجه‌ای نزدیک به ۲۰۰ میلیارد تومان هزینه شده‌است. همچنین گنجایش آن بر پایه گفتهٔ مسئولان آستان قدس ۲۷،۷۰۰ تماشاگر است.

## ساختار و امکانات
ورزشگاه به گونه‌ای طراحی شده‌ است که تماشاگران بتوانند در کوتاهترین زمان به چندین در خروجی که به خیابان‌های پیرامون میرسد، دسترسی داشته باشند و بیرون بروند. همچنین ۱۴ سالن مجهز و جدا در زیر سکوهای تماشاگران گنجانده و ساخته شده‌ است که در حال حاضر این سالن‌ها به بهره‌برداری رسیده‌اند. یک درمانگاه شبانه‌روزی و دائمی در مجموعه وجود خواهد داشت و ۲ سالن بدنسازی مجهز نیز مختص بانوان و آقایان در آن وجود دارد.
زمین چمن ورزشگاه به گونه‌ای زهکشی شده‌ است که بارندگی باعث جمع شدن آب در ورزشگاه نشود. این ورزشگاه دارای یک پارکینگ طبقاتی ۷ طبقه است. در کنار این زمین، یک زمین تمرین درجه یک نیز ساخته شده‌ است.
سقف استادیوم توسط یک شرکت فرانسوی (FREYSSINET) ساخته شده‌است که در استادیوم المپیک لندن و برخی از سالن‌های جام جهانی فوتبال ۲۰۱۴ کار کرده‌ است. صندلی‌های ورزشگاه نیز توسط یک شرکت اسپانیایی عرضه شد که قبلاً با رئال مادرید همکاری داشته‌ است. چمن و تارتان اطراف زمین، توسط یک شرکت آلمانی پشتیبانی می‌شود.
این استادیوم توسط کنفدراسیون فوتبال آسیا (AFC) دارای جایگاه A+ در آسیا است. پیش‌از آن تنها ورزشگاه آزادی تهران دارای چنین درجه‌ای در میان استادیوم‌ها در ایران بوده‌ است.

## گشایش
بازی گشایش این ورزشگاه در ۲۵ شهریور ۱۳۹۶ بین دو تیم منتخب مشهد و منتخب کربلا برگزار شد که در پایان منتخب مشهد با نتیجه ۳–۱ برنده شد. همچنین نخستین بازی رسمی‌ای که در این ورزشگاه برگزار شد، در تاریخ ۲۷ مهر ماه ۱۳۹۶ در سری مسابقات لیگ برتر خلیج فارس، بین دو تیم سیاه‌جامگان خراسان و صنعت نفت آبادان صورت گرفت که این بازی با نتیجه ۰–۱ به سود صنعت نفت آبادان پایان یافت.

## رخدادهای مهم
- حادثه ورزشگاه امام رضا: یک رخداد وابسته به حضور زنان در ورزشگاه.[۹]
- میزبان بازی‌های تیم ملی فوتبال مردان ایران (یک بازی)